# ينس هاوغلاند
ينس هاوغلاند هو كاتب يوميات ومحامي وسياسي نرويجي، ولد في 16 أبريل 1910 في Bjelland ‏ في النرويج، وتوفي في 2 مايو 1991 في Marnardal ‏ في النرويج. نشط حزبياً في حزب العمال.

## مناصب
- انتخب عضو برلمان النرويج  [لغات أخرى]‏ عن دائرة Vest-Agder (Storting constituency) [الإنجليزية]‏ وقد انضم خلال فترته النيابية ‏ (1969 – 1973) للكتلة البرلمانية حزب العمال.
- انتخب عضو برلمان النرويج  [لغات أخرى]‏ عن دائرة Vest-Agder (Storting constituency) [الإنجليزية]‏ وقد انضم خلال فترته النيابية ‏ (1965 – 1969) للكتلة البرلمانية حزب العمال.
- انتخب عضو برلمان النرويج  [لغات أخرى]‏ عن دائرة Vest-Agder (Storting constituency) [الإنجليزية]‏ وقد انضم خلال فترته النيابية ‏ (1961 – 1965) للكتلة البرلمانية حزب العمال.
- انتخب عضو برلمان النرويج  [لغات أخرى]‏ عن دائرة Vest-Agder (Storting constituency) [الإنجليزية]‏ وقد انضم خلال فترته النيابية ‏ (1958 – 1961) للكتلة البرلمانية حزب العمال.
- انتخب Minister of Local Government and Regional Development [الإنجليزية]‏ (25 سبتمبر 1963 – 12 أكتوبر 1965).
- انتخب Minister of Justice and Public Security [الإنجليزية]‏ (1 نوفمبر 1955 – 28 أغسطس 1963).
- انتخب عضو برلمان النرويج  [لغات أخرى]‏ عن دائرة Vest-Agder (Storting constituency) [الإنجليزية]‏ وقد انضم خلال فترته النيابية ‏ (1954 – 1957) للكتلة البرلمانية حزب العمال.

## وصلات خارجية
- ينس هاوغلاند على موقع IMDb (الإنجليزية)